# Ойкаси (Вурнарський район)
Ойка́си (рос. Ойкасы, чув. Уйкас) — присілок у складі Вурнарського району Чувашії, Росія. Входить до складу Азімсірминського сільського поселення.
Населення — 117 осіб (2010; 128 у 2002).
Національний склад:
- чуваші — 92 %